# Ану
Ан (от шумерски: небе) или Ану (акадски) е небесен бог, бог на рая, господар на съзвездията, крал на боговете, духовете и демоните в шумерската и акадската митология и по-късно в Асирийската и Вавилонската. Вярва се, че той имал силата да съди тези които извършвали престъпления, и че създал звездите като войници да унищожат порочните. Смята се, че е един от боговете създатели, заедно с богинята майка Нинту и своя син Енлил.
Името му се пише със знак, означаващ понятието „бог“.
Той е един от старите богове в Шумерския пантеон, поставян начело заедно с Енлил, бога на небето, Енки, бога на водата и Нинхурсаг (Нинту), велика богиня-майка. Смята се, че първоначално Ан е главен бог в пантеона, но впоследствие губи своето значение и отсъпва място на Енлил.
Главно култово място на Ан е Урук, по-късно и Ашур.

## Роднински връзки
- Съпруга: Ки (земята), Ураш (земя) или Нинту;
- Деца: Енлил, Енки, Ишкур (акадски: Адад), Марту, Инана (според някои версии Инана е съпруга на Ан[4]), Анту и други.

## Символи и епитети
Атрибут на Ан е кралската тиара, повечето пъти декорирана с две двойки биволски рога.
Постоянен титул на Ан е „баща на боговете“.

## Митове
- Ан е в центъра на главните космогонични митове в шумерската и акадската митология. Той е първият бог и се ражда от свързаните в праматерията елементи небе (ан) и земя (ки). Според някои версии Ан отделя небето и земята и става техен господар,[4] а според други – Ан повдига небето, а синът му и бог на въздуха, Енлил, отпуска земята.[5]
- В по-голяма част от митовете Ан не е главен действащ персонаж, а се явява символ на висшата власт. Заради неговата пасивност Мирча Елиаде го определя като deus otiosus.[6] Той често е враждебен към хората – по молба на дъщеря си Ищар (Инана) изпраща небесен бик срещу Урук, иска смърт за Гилгамеш, създава седем зли демони.[2] В много митове синът на Ан, Енлил превъзхожда баща си и е представен като главен бог.
- В двуезичната шумеро-акадска серия от заклинания „Злите демони утукку“ боговете искат да заставят Ан да подели с тях властта си. Ан създава седем зли демони утукку и ги изпраща срещу бога на луната, за да го обкръжат и затъмнят. Инана-Ищар преминава на страната на Ан и луната попада в плен (затъмнение), но се спасява с помощта на Енки.[2]